# Afrika Toon
Afrika Toon, studio d'animation 2D/3D est une société ivoirienne de production de films en animation 2D/3D. Son siège social est situé à Abidjan, en Côte d'Ivoire.

## Histoire
Le studio Afrikatoon est fondé en 2005 par des dessinateurs venus de l'hebdomadaire satirique ivoirien Gbich ! dont Lassane Zohoré, qui y devient producteur, et Abel Kouamé (de son nom d'auteur Kan Souffle), qui y devient réalisateur et directeur artistique. Le studio est fondé à Abidjan et installe d'abord son siège dans un petit local de la zone 4. Pendant ses deux premières années, Afrikatoon produit des courts métrages de commande pour des institutions ou pour la publicité. En 2007, le studio obtient un contrat important avec la compagnie Côte d'Ivoire Telecom pour une série de 22 courts métrages d'animation publicitaires en 2D de deux minutes chacun appelée Les Tchatchallo.
Les recettes occasionnées par Les Tchatchallos rendent possible la mise en production de projets propres au studio. Afrikatoon se lance alors dans la production d'un long-métrage animé en images de synthèse, Pokou, princesse ashanti, librement inspirée des légendes entourant la vie d'Abla Pokou. En 2008, le studio déplace son siège dans les locaux du magazine Gbich ! à Koumassi-Remblais. Pour Pokou, princesse ashanti, le studio engage six infographistes, quatre illustrateurs, une scénariste et une assistante de réalisation. Abel Kouamé, qui a suivi une formation de deux mois à l'infographie en France, forme les nouveaux employés à son retour. La production de Pokou, princesse ashanti prend deux ans ; le film sort en juillet 2013. Pokou, princesse ashanti est le premier long métrage d'animation produit en Afrique de l'Ouest. Le film est projeté dans deux salles mais rembourse de cette façon 60 % de son budget. Bien que n'étant pas immédiatement rentable, le film permet au studio de se faire connaître, y compris à l'étranger via les festivals. En mai 2015, un article du magazine français Le Point présente Afrikatoon comme « le Walt Disney ivoirien ».
Tout en continuant à produire des films publicitaires, le studio met en production un deuxième film d'animation, Soundiata Keïta, le réveil du lion, adapté de l'épopée de Soundiata, avec la même équipe ; le film sort à l'été 2015,. Le directeur artistique du studio est à ce moment Hermann N'Ganza.  Afrikatoon produit alors un troisième long métrage, Wê, l'histoire du masque mendiant, cette fois à partir d'une intrigue originale mais inspiré de la culture du peuple ivoirien des Wés. Le film sort en avril 2016. Le studio travaille alors à un film d'animation historique, Dia Houphouet, inspiré de l'enfance et de l'adolescence du héros de l'indépendance de la Côte d'Ivoire, Félix Houphouët-Boigny,.
Leur long-métrage suivant, Ekoua, un film de science-fiction, remporte en 2020 le Vegas Movie Award du Meilleur film d'animation indépendant.
En octobre 2020, Afrika Toon possède deux bureaux : l'un à Abidjan en Côte d'Ivoire, l'autre en France à Annecy.

## Filmographie

### Longs métrages d'animation
- 2013 : Pokou, princesse ashanti
- 2014 : Soundiata Keïta, le réveil du lion
- 2016 : Wê, l'histoire du masque mendiant
- 2017 : Dia Houphouët
- 2021 : Ekoua
- en cours : Samory

### Séries d'animation
- 2005 : La famille Tchatchallo, série sur commande de 22 épisodes de 2 minutes, produite par Côte d´Ivoire Télécom.
- 2011: Les blagues 2D (saison 1)[10].
- 2015 : Les blagues 2D (saison 2)
- (2018 ?) : La Petite Pokou (saison 1)
- (2018 ?) : Conte-nous ! (saison 1, 52 épisodes de 5 minutes en moyenne)
- La Bande à Gbich (saison 1)
- Kassa Le Messager
- Koka Kitoumbou